# Левая партия (Эстония)
Ле́вая па́ртия Эсто́нии (эст. Eesti Vasakpartei) — партия социалистического толка в Эстонии. Создана в 1990 году сторонниками независимости Эстонии в рядах Коммунистической партии Эстонии.
Входила в объединение «Европейские левые» с момента его основания. В 2003 году потеряла представительство в парламенте, набрав 0,4 % голосов (Тийт Тоомсалу избирался его депутатом в 1999 году от ОНПЭ, набравшей тогда 6,1 %). На выборах Европарламента в 2004 году ЛПЭ набрала 0,5 % голосов, на парламентских выборах в 2007 году — 0,1 %.
В 2008 году слилась с Конституционной партией в Объединённую левую партию Эстонии.

## Названия
- 1990—1992 — Коммунистическая партия Эстонии
- 1992—1998 — Демократическая рабочая партия Эстонии
- 1998—2004 — Социал-демократическая рабочая партия Эстонии
- 2004—2008 — Левая партия Эстонии

## Председатели
- 1990—1995 — Вайно Вяльяс
- 1995—1996 — Хилар Эллер
- 1996—2004 — Тийт Тоомсалу
- 2004—2007 — Сирье Кингсепп